# Jaap Eden Trofee 1979
9e Jaap Eden Trofee 1979 was een schaatsmarathon. Het is de negende editie van de Jaap Eden Trofee die werd gehouden op zaterdag 3 november 1979 en plaatsvond op de Jaap Edenbaan in Amsterdam. Er was nog geen editie voor de vrouwen. De winnaar van de negende editie was Dries van Wijhe, het zilver was voor Co Giling en het brons voor Jos Niesten.

## Podia
| Klasse             | Eerste          | Tweede    | Derde       |
| ------------------ | --------------- | --------- | ----------- |
| Top-divisie mannen | Dries van Wijhe | Co Giling | Jos Niesten |

## Uitslag Top-divisie mannen[1]
| #      | Rijder              | Nationaliteit | Ploeg | Ronde |
| ------ | ------------------- | ------------- | ----- | ----- |
| Goud   | Dries van Wijhe     | Nederland     |       |       |
| Zilver | Co Giling           | Nederland     |       |       |
| Brons  | Jos Niesten         | Nederland     |       |       |
| 4      | Jan Kooiman         | Nederland     |       |       |
| 5      | Jan Roelof Kruithof | Nederland     |       |       |
| 6      | Jos Groot           | Nederland     |       |       |
| 7      | Marten Hoekstra     | Nederland     |       |       |
| 8      | Henk Portengen      | Nederland     |       |       |
| 9      | Jan Kroon           | Nederland     |       |       |
| 10     | Egbert Vossebelt    | Nederland     |       |       |
| 11     | Jeen van den Berg   | Nederland     |       |       |
| 12     | Albert Weijs        | Nederland     |       |       |
| 13     | Jos Pronk           | Nederland     |       |       |
| 14     | Jaap Jonkman        | Nederland     |       |       |
| 15     | Cees Vermeulen      | Nederland     |       |       |
| 16     | Gerard Albers       | Nederland     |       |       |
| 17     | Dirk Rood           | Nederland     |       |       |
| 18     | Rien de Roon        | Nederland     |       |       |

1971 · 
1972 · 
1973 ·
1974 · 
1975 · 
1976 · 
1977 · 
1978 · 
1979 · 
1980 · 
1981 · 
1982 · 
1983 · 
1984 · 
1985 · 
1986 · 
1987 · 
1988 · 
1989 · 
1990 · 
1991 · 
1992 · 
1993 · 
1994 · 
1995 · 
1996 · 
1997 · 
1998 · 
1999 · 
2000 · 
2001 · 
2002 · 
2003 · 
2004 · 
2005 · 
2006 · 
2007 · 
2008 · 
2009 · 
2010 · 
2011 · 
2012 · 
2013 · 
2014 · 
2015 · 
2016 · 
2017 · 
2018 · 
2019 · 
2020 ·  
2021 · 
2022 · 
2023 · 
2024